# 马铃薯丸子

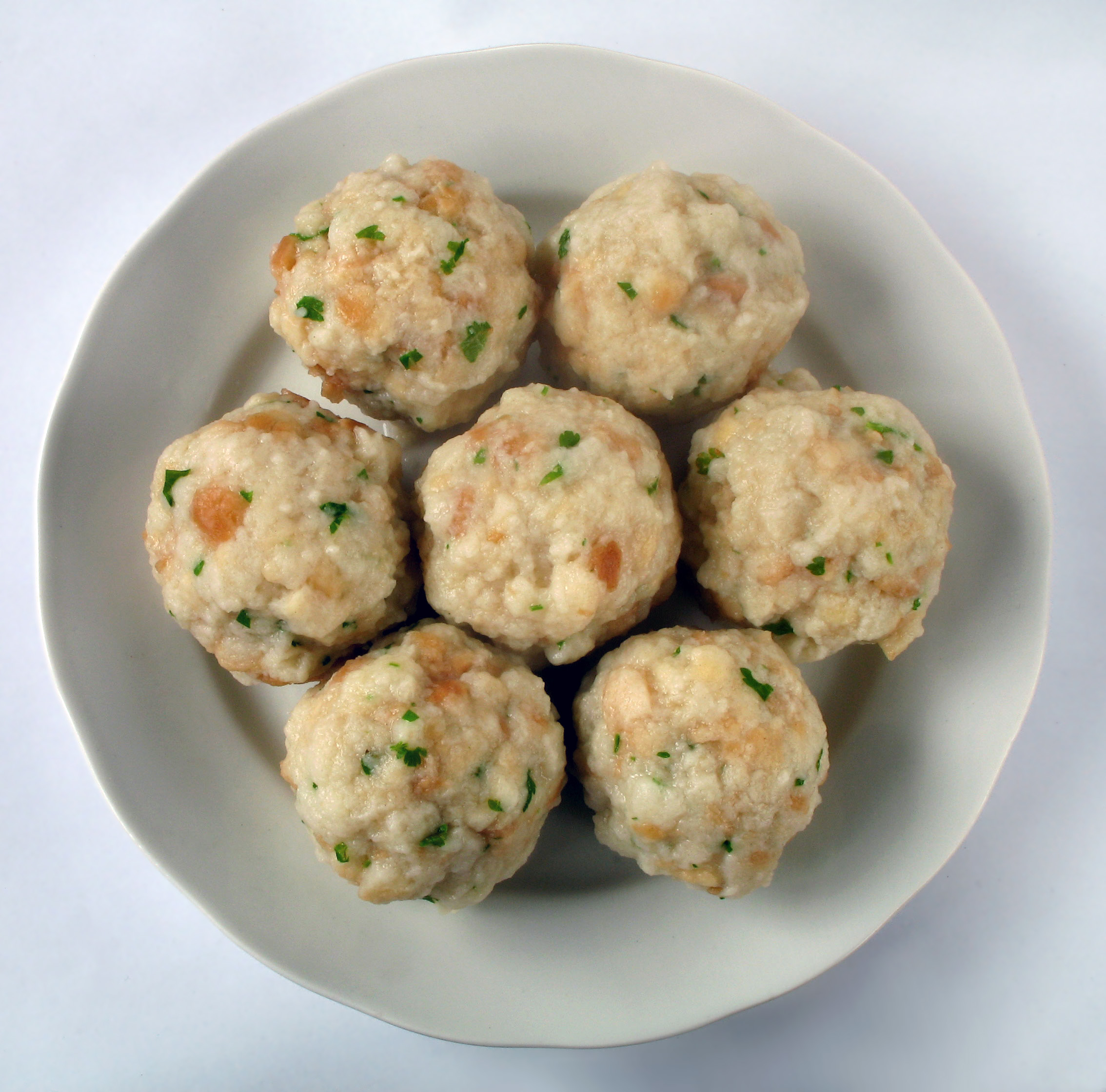
马铃薯丸子(Semmelknödel).

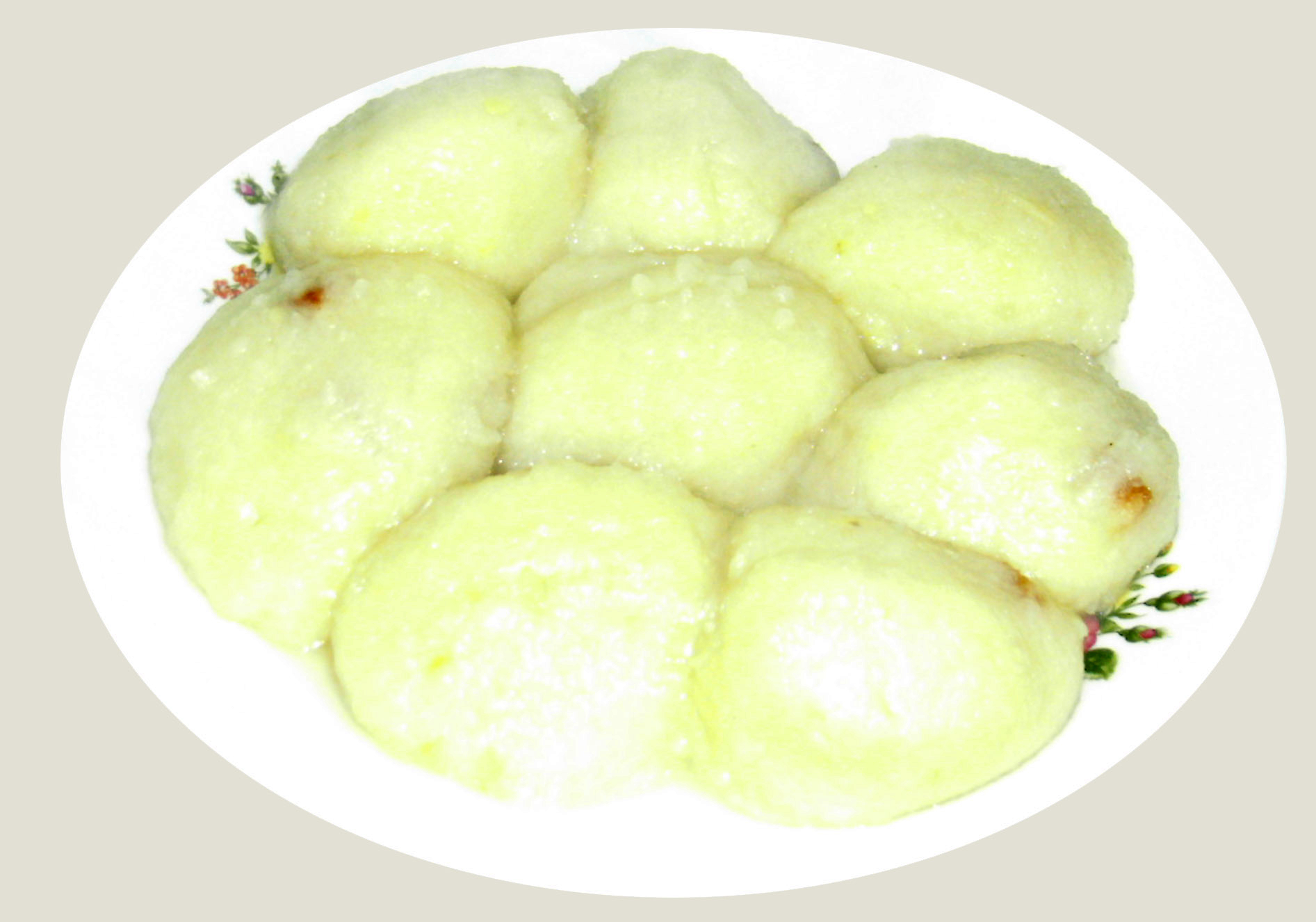
图林根马铃薯丸子(Thüringer Klöße).

马铃薯丸子（德语：Klöße，单数：Kloß）是使用碎马铃薯块或者马铃薯泥混合干燥的面包屑、牛奶、蛋黄等制作的丸子状食品，常见于德国南部、奥地利、波兰、捷克、意大利东北部等地的菜肴。

## 名称
德语中一般称作Klöße或者Kartoffelknödel；在巴伐利亚和奥地利称作Knödel(n)；在捷克称作knedlíky；在波兰称作kluski或者kluski śląskie（西里西亚面条）；在北部意大利称作Canederli；在美国称作Klub。

## 食用方法
在德国，马铃薯丸子一般作为配菜(Side dish)进食。

## 马铃薯丸子的做法
1. 先把马铃薯放到蒸笼蒸熟。
2. 然后放在一块干净的布中，用力的挤压，揉成泥状。
3. 然后放到手中挤压，放在油锅里炸，这时就成了一个个的红薯丸子了。